# Dino Merlin
Edin Dervišhalidović, lépe známý pod svým uměleckým jménem Dino Merlin, (* 12. září 1962 Sarajevo, SR Bosna a Hercegovina, Jugoslávie, dnes Bosna a Hercegovina) je přední bosenskohercegovský zpěvák, skladatel, hudebník a producent bosňáckého původu.

## Hudební kariéra
Je považován za jednoho z nejvýznamnějších a nejvlivnějších umělců z Bosny a Hercegoviny, velmi populární je také v zemích bývalé Jugoslávie a mezi bosenskou a balkánskou diasporou v Spojených státech amerických, Turecku, Norsku, Švédsku, Německu, Bulharsku a Rakousku.

### Merlin
Hudební skupinu Merlin založil v roce 1983 a od té doby byl jejím zpěvákem a skladatelem. S kapelou natočil pět studiových alb: Kokuzna vremena (1985), Teško meni sa tobom (a još teže bez tebe) (1986), Merlin (1987), Nešto lijepo treba da se desi (1989) a Peta strana svijeta (1990).

### Sólová dráha
Svou sólovou dráhu pod jménem Dino Merlin nastartoval v roce 1991 a od té doby nahrál šest studiových alb: Moja bogda sna (1993), Fotografija (1995), Sredinom (2000), Burek (2004), Ispočetka (2008), Hotel Nacional (2014) a dvě živá alba: Vječna vatra (1999) a Live Koševo 2004 (2005).
Napsal první národní hymnu Republiky Bosny a Hercegoviny nazvanou Jedna si, jedina.
Jako skladatel se zúčastnil Eurovision Song Contests 1993 v Millstreet, když byl jedním z autorů písně Sva bol svijeta a jako zpěvák se zúčastnil Eurovision Song Contests 1999 v Jeruzalémě, když s francouzskou zpěvačkou Béatrice zazpíval píseň Putnici.
Za svou kariéru se objevil na mnoha velkých evropských festivalech. Během svého turné k propagaci alba Sredinom, které bylo znovu vydáno v roce 2000, vystoupil s více než 200 koncerty a velkolepým vystoupením na olympijském stadionu Koševo v Sarajevu, kde se představil publiku okolo 80 000 lidí. Album Sredinom bylo nejprodávanějším albem v Bosně a Hercegovině a prodávalo se ve všech zemích, které byly kdysi součástí Jugoslávie.
Z následujícího alba Burek, které bylo vydáno v roce 2004, vzešly tři singly Burek, Supermen a Ako Nastaviš Ovako. Album obsahuje 15 skladeb, z nichž mnohé byly nové. Píseň Supermen zpívá Dino Merlin s hostováním Željka Joksimoviće, který píseň složil.
Mnoho z písní na albu Burek se také objevilo na jeho koncertním albu Live Koševo 2004, které vydal v roce 2005. Na albu Burek hostovali Nina Badrić u písně Ti si mene, Željko Joksimović na písní Supermen a Edo Zanki na písní Verletzt a mnoho dalších.
Dvanácté album nazvané Ispočetka (Od začátku) bylo vydáno v roce 2008.
V prosinci 2010 bylo odtajněno, že Merlin bude reprezentovat Bosnu a Hercegovinu na Eurovision Song Contest 2011 v Německu. Ve finále soutěže se umístil na 6. místě s písní Love in Rewind. Jeho třinácté album Hotel Nacional bylo vydáno v červnu 2014.